# Кэрролл, Фрэнк
Фрэнк Кэрролл (англ. Francis M. "Frank" Carroll; 11 июля 1938, Вустер, Массачусетс — 9 июня 2024) — американский фигурист и тренер. Признаётся одним из самых успешных тренеров по фигурному катанию в США. Трое из подготовленных им спортсменов стали чемпионами мира: Линда Фратиани, Мишель Кван и Эван Лайсачек. Под руководством Кэрролла Лайсачек завоевал золотую медаль на ванкуверской Олимпиаде (2010).
Кэрролл был введён в американский и Всемирный зал славы фигурного катания. В 1997 году был признан тренером года по версии Олимпийского комитета США.
Долгие годы работал главным тренером в «Toyota Sports Center» в калифорнийском Эль-Сегундо, с 2011 года тренировал в «Pasadena FSC» в Палм-Спрингс.
В 2018 году завершил тренерскую карьеру, устав от постоянных переездов и перелётов.

## Карьера фигуриста
Кэрролл вырос в Вустере. Когда ему было около десяти лет, по соседству открылся каток и он начал ходить туда. После окончания Колледжа Святого Креста в 1960 году со степенью бакалавра по социологии Кэрролл, в конечном счете, переехал в Винчестер, где по выходным жил у своего тренера Мэрибел Винсон-Оуэн.
Кэрролл выиграл бронзовую медаль на юниорском чемпионате США в 1959 году. На следующем юниорском чемпионате страны серебро, уступив Дугласу Рэмси. После этого Фрэнк завершил соревновательную карьеру и до 1964 года выступал в ледовом шоу «Ice Follies».
Обучался в Университет Сан-Франциско. Появлялся в массовке нескольких пляжных фильмов, включая «Незабвенная». Чтобы подзаработать, он начал подрабатывать тренером по фигурному катанию, и позже сделал тренерство основным видом деятельности. Его наиболее известными учениками были: Линда Фратиани, Мишель Кван и Эван Лайсачек.

### Смерть
Умер 9 июня 2024 года в Палм-Спрингсе, штат Калифорния, в возрасте 85 лет от рака.

## Тренерская карьера
Фрэнк Кэрролл подготовил чемпионов мира, начиная со времён обязательных фигур (Фратиани), после эры обязательных фигуры (Кван), и, по Новой судейской системе (Лайсачек). Помимо победы на чемпионате мира, Лайсачек под руководством Кэрролла, стал олимпийским чемпионом (2010).
Кэрролл был введён в Зал славы фигурного катания США в 1996 году. В следующем году стал тренером года по версии Олимпийского комитета США.
Во время чемпионата мира по фигурному катанию 2007 был избран в Зал Славы мирового фигурного катания.
Некоторые воспитанники Фрэнка Кэрролла: 
- Николь Бобек
- Кристофер Боуман. Подготовил его к титулу чемпиона США, серебряной медали чемпионата мира 1989 года и бронзовой медали 1990 года.
- Тимоти Гейбл. Подготовил его к серебряным медалям чемпионатов мира 2002 и 2003 годов и к бронзовой олимпийской медали 2002 года. Кэрролл завершил тренерские отношения с Гейблом в 2004 году после NHK Trophy[13].
- Даниэль Кахл.[14]
- Карен Кван.
- Мишель Кван. Подготовил её к четырём титулам чемпионки мира и к серебряной олимпийской медали 1998 года. Осенью 2001 Кван и Кэрролл решили разорвать их тренерские отношения. В интервью Кван сказала, что ей необходимо «взять на себя ответственность» за своё катание[15].
- Дженнифер Кирк.[16]
- Марк Кокерелл.
- Каролина Костнер.[17]
- Эван Лайсачек. Подготовил его к титулу чемпиона мира в 2009 году и золотой олимпийской медали 2010 года.
- Беатриса Леанг.[18]
- Йе Бин Мок[19]
- Мирай Нагасу[20].
- Анжела Никодинов.[21]
- Денис Тен.
- Сильвия Фонтана[22]
- Линда Фратиани. Подготовил её к двум титулам чемпионки мира и к серебряной олимпийской медали 1980 года.
- Тиффани Чин. Подготовил её к двум бронзовым медалям чемпионата мира.

## Дополнительная информация
- Kleinschmidt, Janice, «Icebreaker: Ice in Paradise», Palm Springs Life, July 2005
- Longman, Jere, «Skating Coach Waits for His Golden Moment», The New York Times, January 21, 2010